# Nybro stad
Denna artikel handlar om den tidigare kommunen Nybro stad. För orten se Nybro, för dagens kommun, se Nybro kommun.
Nybro stad var en kommun i Kalmar län.

## Administrativ historik
Nybro stad bildades 1 januari 1932, enligt beslut den 11 september 1931, genom en ombildning av Nybro köping. Den nya staden hade 4 252 invånare (invånare den 31 december 1931) och omfattade en areal av 3,70 km², varav allt land.
Stadens territorium ändrades flera gånger (årtal avser den 1 januari det året om inget annat anges):
- 1941 - Enligt beslut den 30 mars 1940 överfördes vissa områden med 710 invånare och omfattande en areal av 3,02 km², varav allt land, till staden från Madesjö landskommun, socken och församling.[3][4]
- 1954 - Ett område med en areal av 8,32 km², varav 8,30 land, och 463 invånare överfördes till staden och stadens församling från Madesjö landskommun, socken och församling.[5]
- 1969 - Madesjö landskommun, Alsterbro landskommun, Hälleberga landskommun, Sankt Sigfrids församling ur Ljungbyholms landskommun samt Oskars församling ur Mortorps landskommun överfördes till staden.[6]

Staden ombildades till Nybro kommun 1 januari 1971.

### Judiciell tillhörighet
Staden saknade, i likhet med andra under 1900-talet inrättade stadskommuner, egen jurisdiktion och ingick judiciellt i Södra Möre domsaga och Södra Möre tingslag.

### Kyrklig tillhörighet
I kyrkligt hänseende tillhörde staden först Madesjö församling, men stadens område utbröts ur Madesjö församling som Nybro församling den 1 januari 1939.

### Sockenkod
För registrerade fornfynd med mera så återfinns staden inom ett område definierat av sockenkod 0852 som motsvarar den omfattning staden hade kring 1950.

## Stadsvapen
Blasonering: I fält av guld en från kant till kant gående röd stenbro i ett spann och däröver två svarta armborst med röda pilspetsar.
När Nybro köping blev stad 1932 fastställdes också dess vapen. Armborsten kan komma från Smålands landskapsvapen och/eller Södra Möre häradsvapen. Bron syftar på ortnamnet. Efter kommunbildningen registrerades vapnet för den nya kommunen i PRV 1974.

## Befolkningsutveckling
| Befolkningsutvecklingen i Nybro stad 1931–1969                                                   | Befolkningsutvecklingen i Nybro stad 1931–1969 | Befolkningsutvecklingen i Nybro stad 1931–1969 | Befolkningsutvecklingen i Nybro stad 1931–1969 | Befolkningsutvecklingen i Nybro stad 1931–1969 |
| ------------------------------------------------------------------------------------------------ | ---------------------------------------------- | ---------------------------------------------- | ---------------------------------------------- | ---------------------------------------------- |
|                                                                                                  |                                                |                                                |                                                |                                                |
| År                                                                                               |                                                |                                                | Folkmängd                                      |                                                |
| 1931                                                                                             | 1931                                           |                                                | 4 252                                          |                                                |
| 1935                                                                                             | 1935                                           |                                                | 4 473                                          |                                                |
| 1940                                                                                             | 1940                                           |                                                | 5 547                                          |                                                |
| 1945                                                                                             | 1945                                           |                                                | 6 044                                          |                                                |
| 1950                                                                                             | 1950                                           |                                                | 6 869                                          |                                                |
| 1955                                                                                             | 1955                                           |                                                | 8 029                                          |                                                |
| 1960                                                                                             | 1960                                           |                                                | 8 752                                          |                                                |
| 1965                                                                                             | 1965                                           |                                                | 10 355                                         |                                                |
| 1969                                                                                             | 1969                                           |                                                | 11 411                                         |                                                |
| Anm: Befolkning den 31 december enligt den administrativa indelningen den 1 januari följande år. |                                                |                                                |                                                |                                                |

## Geografi
Nybro stad omfattade den 1 januari 1952 en areal av 6,72 km², varav 6,65 km² land.

### Tätorter i staden 1960
I Nybro stad fanns del av tätorten Nybro, som hade 8 557 invånare i staden den 1 november 1960. Tätortsgraden i staden var då 98,1 procent.

## Näringsliv

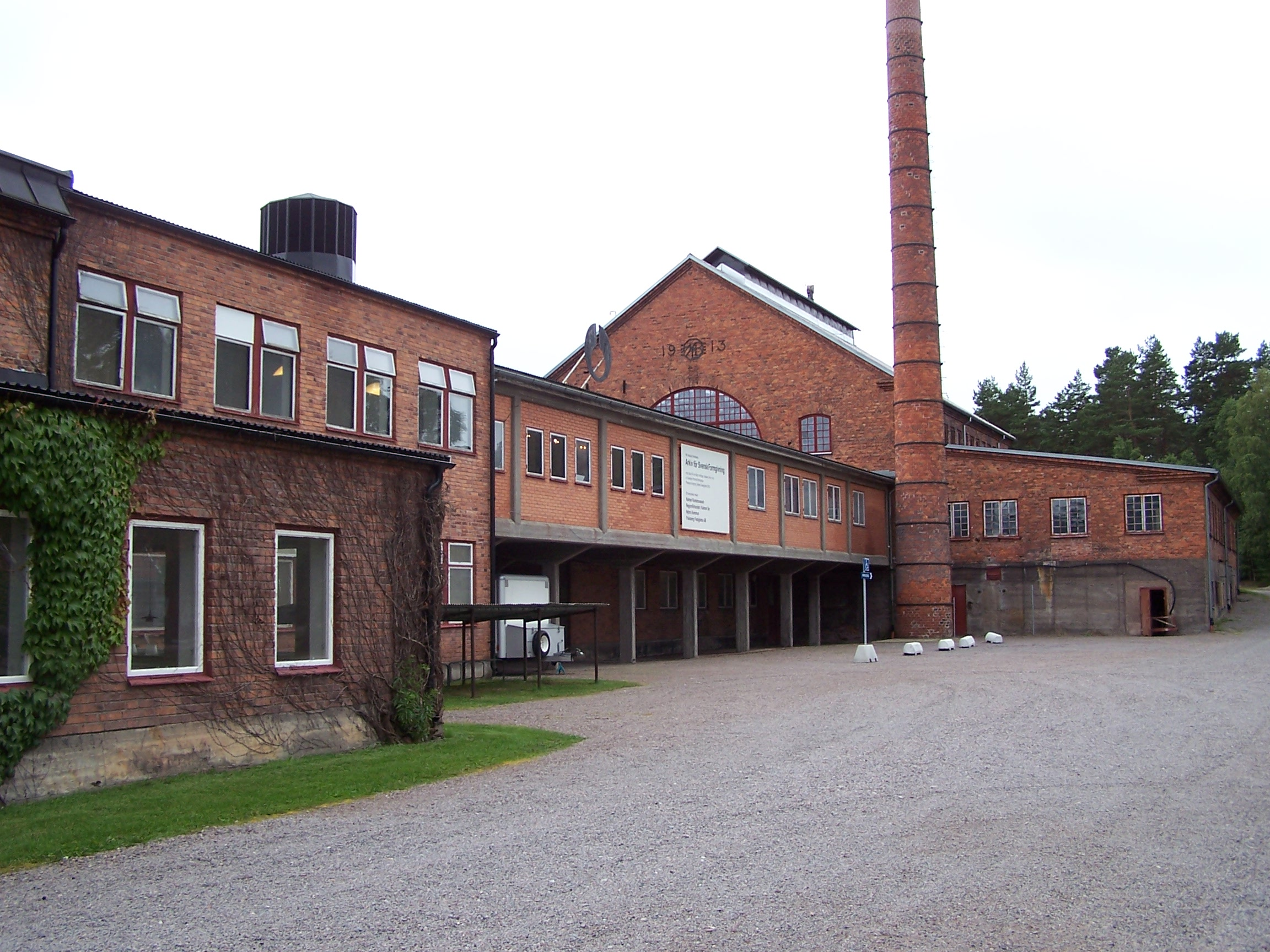
Pukeberg glasbruk i Nybro.

Vid folkräkningen den 31 december 1950 var huvudnäringen för stadens befolkning uppdelad på följande sätt:
- 64,5 procent av befolkningen levde av industri och hantverk
- 3,3 procent av jordbruk med binäringar
- 5,8 procent av samfärdsel
- 16,7 procent av handel
- 6,6 procent av offentliga tjänster m.m.
- 1,6 procent av husligt arbete
- 1,5 procent av ospecificerad verksamhet.

Av den förvärvsarbetande befolkningen jobbade bland annat 19,9 procent med träindustri m.m., 14,8 procent med varuhandel, 10,8 procent med byggnadsverksamhet, 10,0 procent med pappers- och grafisk industri, 8,1 procent med jord- och stenindustri samt 7,4 procent med metallindustri. 4,4 procent av stadens förvärvsarbetare hade sin arbetsplats utanför kommunen.

## Politik

### Mandatfördelning i valen 1934-1968
| 3 | 12 |  | 9 |

| 25 |

| 3 | 14 |  |  | 6 |

| 23 |

| 3 | 15 |  | 6 |

| 21 | 4 |

| 3 | 14 | 2 | 6 |

| 21 | 4 |

|  | 19 | 5 | 5 |

| 25 | 5 |

| 2 | 17 | 5 | 6 |

| 25 | 5 |

| 2 | 18 |  | 3 | 6 |

| 25 | 5 |

| 2 | 18 | 2 | 3 | 5 |

| 25 | 5 |

| 3 | 15 | 3 | 3 |  | 5 |

| 27 |

|  | 26 | 11 | 3 |  | 7 |

| 45 |